# Chamberlain (Traktor)

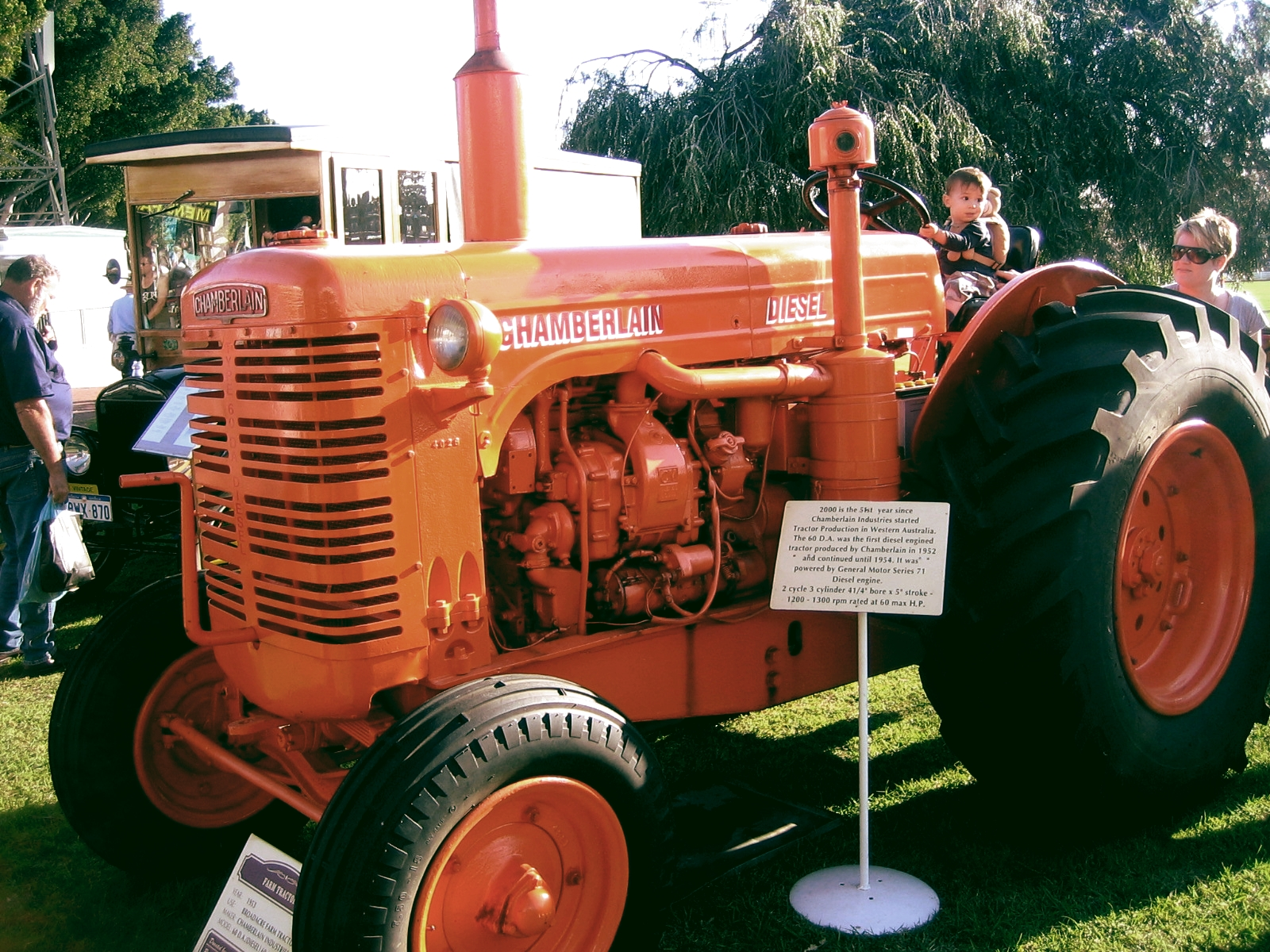
Chamberlain Traktor

Chamberlain war eine australische Traktormarke und dort einige Jahre Marktführer. Auch nachdem Mitte der 1970er Jahre die Firma John Deere den Hersteller übernommen hatte, wurde der Name noch einige Jahre weiterbenutzt.
Die Firma wurde 1947 von A. W. Chamberlain und seinen beiden Söhnen gegründet. Die ersten elf Traktoren wurden jedoch erst zwei Jahre später gebaut. Sie waren mit einem 2-Zylinder-Motor ausgestattet, der mit Kerosin betrieben wurde, nachdem Versuche mit Dieselmotoren fehlgeschlagen waren. Es gab Versionen mit 40 und 45 PS. Der erste Dieselschlepper war der ab 1952 angebotene 60 DA, der von einem 3-Zylinder-Motor der Firma General Motors angetrieben wurde. Bis 1976 wurden Motoren dieses Herstellers in Chamberlain-Traktoren eingebaut. Mitte der 1950er Jahre wurde daneben ein kleinerer und auch billigerer Schlepper mit einem Perkins-Motor und einem selbstgefertigten 3-Gang-Getriebe gebaut. Von diesem wurden während des zwanzigjährigen Produktionszeitraums über 20.000 Stück verkauft.
Im Vergleich zu europäischen oder amerikanischen Firmen war Chamberlain mit einer Produktionskapazität von dreitausend Traktoren pro Jahr ein eher kleiner Hersteller. Trotzdem wuchs die Firma allein in den 1960er Jahren von einem Umsatz von 7,6 Millionen australischer Dollar auf 19,3 Millionen australischer Dollar. 
Ende der 1960er Jahre brachte man mit dem Countryman den ersten 100 PS-Schlepper auf den Markt. 
1970 kaufte John Deere sich mit 49 Prozent bei Chamberlain ein, um einige Jahre später die gesamte Firma zu übernehmen. Ab 1975 wurden in sämtlichen Modellen von 68 PS bis 119 PS in Saran (Frankreich) produzierte John-Deere-Motoren eingebaut. Ab 1982 gab es noch eine neue Produktionsserie mit größeren Modellen. 1986 wurde der Bau von Chamberlain Traktoren eingestellt und in den Fabriken nur noch landwirtschaftliche Geräte hergestellt.